# فرودگاه آبی ریویر بلانش
فرودگاه آبی ریویر بلانش (به انگلیسی: Rivière Blanche/Cardinal Aviation Water Aerodrome) یک فرودگاه خصوصی است که یک باند فرود آب دارد. این فرودگاه در کشور کانادا قرار دارد و در ارتفاع ۹۱ متری از سطح دریا واقع شده است.